# Права интерсекс-людей в ЮАР
Права интерсекс-людей в ЮАР нарушаются по ряду показателей. В основном права интерсекс-людей в ЮАР нарушаются в области защиты от несогласованных косметических медицинских операций и защите от дискриминации. ЮАР первая включила интерсекс-людей в антидискриминационный закон.

## История
Первыми активистами за права интерсекс-людей в ЮАР стали Салли Гросс и Нтхабисенга Мокоена. Гросс стала основательницей Intersex South Africa, независимой организации интерсекс-сообщества, связанной с организацией Intersex International.
В 2000 году Гросс помогла закрепить первое упоминание о интерсекс-людях в национальном законодательстве ЮАР, включив термин «интерсекс» в определение «пол» в антидискриминационном законе. Впоследствии она помогла разработать законопроект об изменении гендерных маркеров и защите равенства.
В декабре 2017 года африканские интерсекс-активисты опубликовали заявление с изложением своих требований.

## Физическая неприкосновенность

Юридический запрет на медицинские вмешательства в тела интерсекс-людей без их добровольного согласия.
Нормативное приостановка не согласованных медицинских вмешательств

В 2016 году Африканская комиссия по правам человека и народов присоединилась к другим правозащитным организациям в осуждении нарушений прав человека по отношению к интерсекс-людям, в том числе в медицинских учреждениях. В 2016 году Комитет Организации Объединенных Наций по правам ребенка выпустил рекомендации по обеспечению неприкосновенности личности и самоопределения интерсекс-людей и других детей, а также по введению санкций в отношении лиц, совершающих вредоносные действия. Правительство Южной Африки признало, что такая практика имеет место в стране.

Небинарный/третий гендерный маркер доступен по желанию
Доступно только на интерсекс-людей
Обязательно для некоторых интерсекс-людей и доступно по желанию
Обязательно для некоторых интерсекс-людей с рождения
Опция недоступна или нет информации

## Защита от дискриминации

Защита прав интерсексов
Защита ряда прав интерсексов
Защита прав интерсексов в ещё более узкой выборке характеристик

В 2005 году в ЮАР внесена поправка в Закон о поощрении равенства и предупреждении несправедливой дискриминации от 2000 года, которая включила интерсекс в определение пола. Дискриминация по признаку пола в ЮАР запрещена. Акт гласит, что:
«интерсекс» означает врожденную половую дифференциацию, которая в какой-то степени нетипична; «пол» включает в себя интерсекс;
Неизвестно, является ли Кастер Семеня интерсекс-человеком. Тем не менее, противоречия, связанные с ее лечением и проверкой на пол, сделали ее случай прецедентным. Выдающиеся гражданские лидеры Южной Африки, комментаторы, политики и активисты охарактеризовали этот спор как расистский, а также как посягательство на личную жизнь и права Семени.

## Документы удостоверяющие личность
Закон позволяет интерсекс-людям менять пол, записанный в их официальных документах. Заявитель должен представить медицинское заключение, указывающее, что они являются интерсексом, а также заключение психолога или социального работника, указывающее, что человек прожил не менее двух лет в соответствующей гендерной роли.

## Брак
В ЮАР все пары могут вступать в брак. 1 декабря 2005 года в деле «Министр внутренних дел против Фурье» Конституционный суд постановил, что государство неконституционно отказывает однополым парам в возможности вступить в брак, и дал парламенту один год для исправления ситуации. 30 ноября 2006 года вступил в силу Закон о гражданском союзе; несмотря на название, он предусматривает однополые браки.

## Правозащитная деятельность
В 2017 году началась работа над «Типовым законом о правах интерсекс-людей в Африке». Первое консультативное совещание состоялось в Центре по правам человека в Преторийском университете.

## Известные интерсекс-люди из ЮАР
- Кастер Семеня
- Салли Гросс
- Нтхабисенг Мокоена